# Schans van Schilde

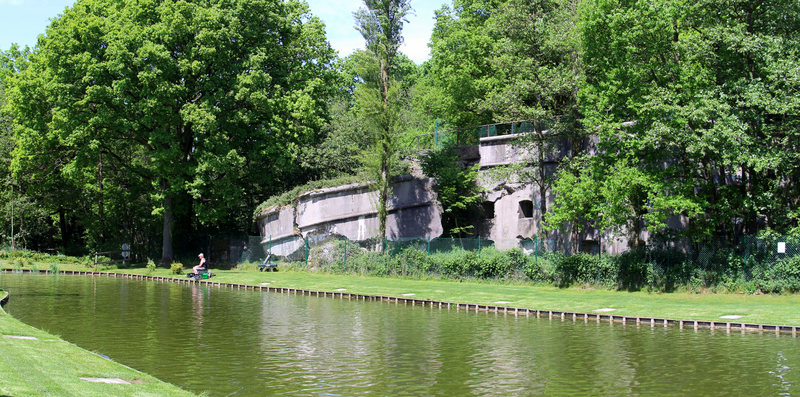
Schans van Schilde

De Schans van Schilde maakte deel uit van de Stelling van Antwerpen.

## Algemene geschiedenis
Tot de Stelling van Antwerpen was besloten door de keuze voor Antwerpen als Nationaal Reduit in 1859. Het idee hierachter was dat Antwerpen het meest geschikt was als laatste verschansing tot de hulp van bondgenoten zou kunnen arriveren. Het Nationaal Reduit zou bestaan uit
1. een belegeringsomwalling
2. een fortengordel en
3. onderwaterzettingen.

De fortengordel zou bestaan uit een achttal Brialmontforten (gebouwd in 1859) in een 18 km lange gordel van Wijnegem tot Hoboken. Na de Frans-Duitse Oorlog van 1870 werd aanvankelijk besloten tot de bouw van drie bruggenhoofdforten en vervolgens tot de bouw van een buitenlinie, die aangepast was aan modernere wapens. Dit laatste plan werd bekrachtigd per wet van 30 maart 1906. Deze Hoofdweerstandstelling omvatte op de rechteroever 16 forten en 10 schansen en op de linkeroever 5 forten en 2 schansen. De schansen waren veel kleiner dan de forten, zij dienden als extra versterking tussen de forten en hadden in vredestijd geen vast garnizoen. Na onteigening van de gronden werd de bouw van de schans toegewezen op 27 februari 1909.

## Opbouw
De schans van Schilde heeft een langwerpige opbouw (evenals de andere schansen) met een totaal breedte van ca. 65 m. Het was omringd door een 15 m brede gracht. Het oppervlak bedroeg ruim 2 hectare. De schans is gebouwd uit ongewapend beton en moest bestand zijn tegen 21 cm kaliber. Gekozen werd voor ongewapend beton (2,2 m dik) doordat men op grond van onjuiste interpretatie van testen aannam dat gewapend beton niet beter was. Na de belegering van Port Arthur in 1905 werd de betonsamenstelling aangepast door een hoger cementgehalte om weerstand te kunnen bieden aan 28 cm geschut. Kort voor de Eerste Wereldoorlog ontwikkelden de Duitsers echter geschut waartegen het ongewapend beton onvoldoende weerstand bood. Dat was het 30,5 cm Motor-Mðrser M1, afkomstig van Skoda in Oostenrijk. Dit had een voor die tijd zeer hoge doorboring en was gemakkelijk via tractoren te vervoeren. Daarnaast ontwikkelde Krupp een 42 cm mortier (Dikke Bertha) die een projectiel van 1000 kg 9 km ver kon schieten.
De bewapening van de schans van Schilde voor het onderhoudsvuur bestond uit twee keer twee houwitsers van 12 cm en twee keer twee 7,5 cm kanonnen op plaataffuit.

## Eerste Wereldoorlog
De schans kwam in actie op 5 oktober 1914 met onderhoudsvuur tegen de Duitsers. Beschieting en uitschakeling van de forten Walem en Sint-Katelijne-Waver leidde tot het verlies van de Vesting Antwerpen. Op 9 oktober werd de schans verlaten en opgeblazen door het terugtrekkende Belgische leger.

## Interbellum
Tussen de twee Wereldoorlogen werd een beperkt aantal aanpassingen doorgevoerd. Twee flankeringsbunkers werden geplaatst en twee abri conjugués, bewapend met mitrailleurs. De belangrijkste algemene maatregel was de aanleg van de Anti-tankgracht.

## Tweede Wereldoorlog en later
In de Tweede Wereldoorlog heeft de schans geen actie gevoerd. De schans heeft nu nut als overwinteringsplaats voor vleermuizen (jaarlijks een twintigtal, voornamelijk de Franjestaart).